# Stoppen met roken
Dit artikel gaat over stoppen met roken van tabak, ook wel rookstop genoemd.
Tabaksrook bevat nicotine, dat verslavend is en afhankelijkheid kan veroorzaken. Onttrekking van nicotine maakt het proces van stoppen extra moeilijk.
Roken is wereldwijd de belangrijkste vermijdbare doodsoorzaak. Stoppen met het gebruiken van tabak vermindert aanzienlijk het risico om te overlijden aan gerelateerde ziekten zoals:
- hart- en vaatziekten
- chronische obstructieve longziekte (COPD)[4]
- longkanker[5]

Vanwege het verband met veel chronische ziekten is roken in veel landen in openbare ruimtes verboden.
Er zijn verschillende manieren om te stoppen met roken, waaronder:
- abrupt stoppen zonder hulp ("cold turkey")
- eerst verminderen dan stoppen, het volgen van gedragstherapie
- het nemen van medicijnen zoals bupropion, cytisine.
- de nicotinevervangende therapie of varenicline

De meeste rokers die proberen te stoppen doen dit zonder hulp. Bij slechts 3 à 6% is dit op de lange termijn succesvol.
Gedragstherapie en het nemen van medicijnen verhogen het aantal succesvolle pogingen. De combinatie van gedragstherapie met een medicijn zoals bupropion is effectiever dan elke interventie alleen. Een meta-analyse uit 2018, uitgevoerd op 61 gerandomiseerde gecontroleerde onderzoeken, toonde aan dat bij mensen die stoppen met roken met een stopmedicatie (en gedragshulp), nog steeds ongeveer 20% een jaar later nog steeds gestopt was, vergeleken met 12% die geen medicatie in nam.
Bij nicotine-afhankelijke rokers leidt het stoppen met roken mogelijk tot ontwenningsverschijnselen zoals angst, geïrriteerdheid, depressie en gewichtstoename. Met de professionele steun van rookstopbegeleiders wordt getracht deze symptomen onder controle te houden.

## Methoden
Belangrijke informatiebronnen uit de wetenschappelijke literatuur over stoppen met roken zijn onder meer:
Systematische beoordelingen van de Cochrane Tobacco Addiction Group van de Cochrane Collaboration. Vanaf 2016 heeft deze onafhankelijke, internationale non-profitorganisatie meer dan 91 systematische beoordelingen gepubliceerd "over interventies om tabaksverslaving te voorkomen en te behandelen" In dit artikel worden zij "Cochrane-beoordelingen" worden genoemd.
Het is gebruikelijk dat ex-rokers eerst zelf een aantal pogingen hebben ondernomen om te stoppen met roken voordat ze zich op lange termijn onthielden.Hierbij gebruikten ze vaak verschillende benaderingen bij elke poging. Volgens een recent onderzoek van UNC probeert meer dan 74,7% van de rokers te stoppen zonder enige hulp, ook wel bekend als "Cold Turkey", of met huismiddeltjes. Een studie uit 2016 schatte dat ex-rokers tussen de 6 en 30 pogingen doen voordat ze met succes stoppen.
Het is lastig te bepalen welke aanpak of techniek uiteindelijk het meest succesvol is; er is bijvoorbeeld geschat dat slechts ongeveer 4% tot 7% van de mensen kan stoppen met roken bij een bepaalde poging zonder medicijnen of andere hulp. Uit een onderzoek uit 2014 van niet-begeleide stoppogingen in 9 landen bleek dat de meerderheid van de stoppogingen nog steeds zonder hulp is, hoewel de trend lijkt te veranderen. In de VS bijvoorbeeld daalde het percentage zonder hulp stoppen van 91,8% in 1986 tot 52,1% in 2006 tot 2009. De meest voorkomende niet-ondersteunde methoden waren " cold turkey ", een term die wordt gebruikt voor het zonder hulp stoppen of abrupt stoppen en "geleidelijk afgenomen aantal" sigaretten, of "sigarettenreductie".
"Cold turkey" is een informele term die duidt op abrupte terugtrekking uit een verslavend medicijn. In drie studies was het de stopmethode die werd aangehaald door 76%, 85%, of 88% van succesvolle stoppers. In een grote Britse studie van ex-rokers in de jaren tachtig, vóór de komst van farmacotherapie, zei 53% van de ex-rokers dat het "helemaal niet moeilijk" was om te stoppen, 27% zei dat het "redelijk moeilijk" was, en de resterende 20% vond het erg moeilijk. Studies hebben aangetoond dat twee derde van de recente stoppers melding maakte van de methode cold turkey en dit een geschikte methode vonden.

### Met ondersteuning van medicatie

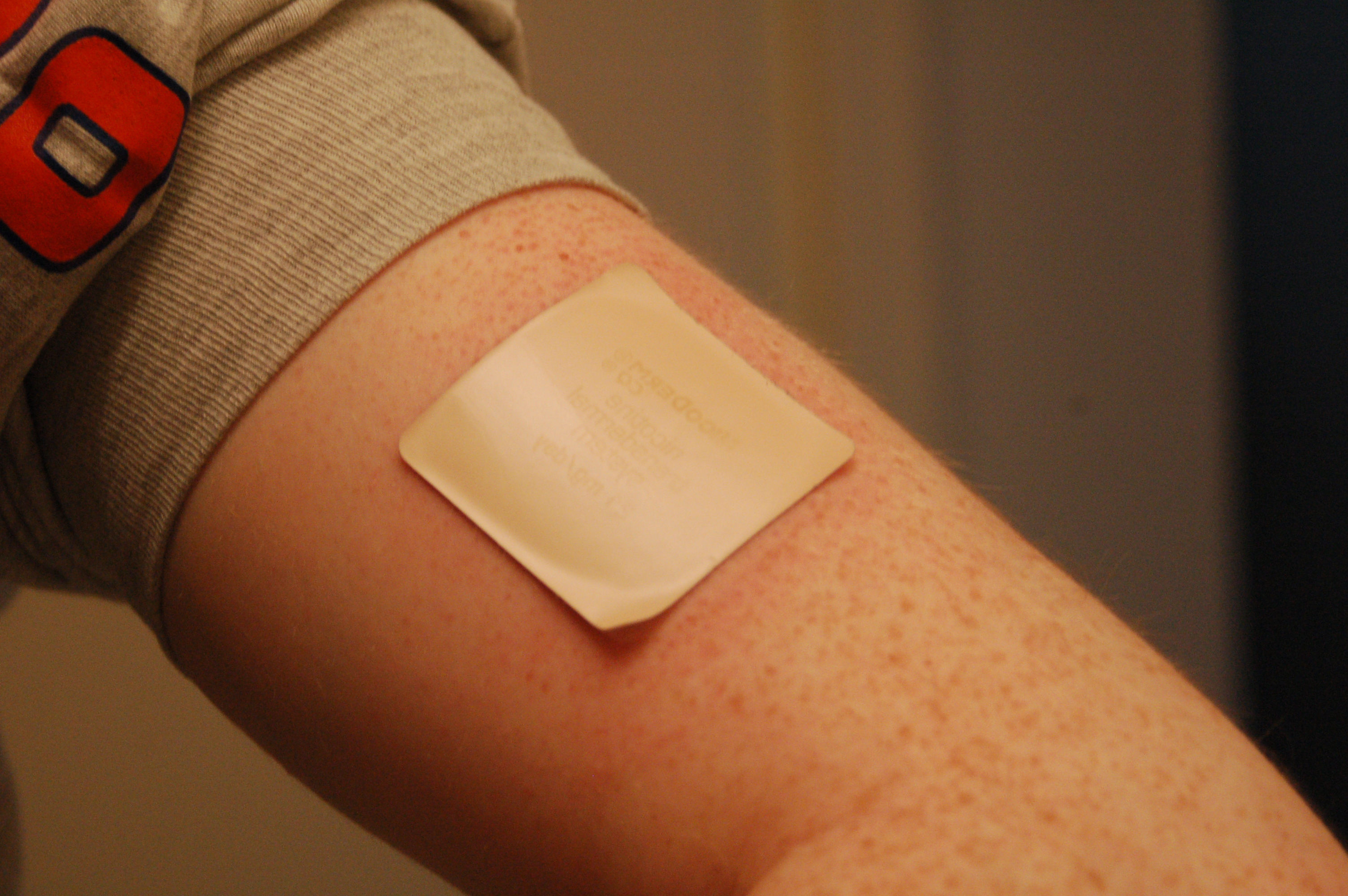
Een 21mg-dosis nicotinepleister aangebracht op de linkerarm.

De American Cancer Society merkt op, dat studies in medische tijdschriften melden dat ongeveer 25% van de rokers die medicijnen gebruiken, langer dan 6 maanden rookvrij blijven. Enkele medicijnen zijn:
- Nicotinevervangingstherapie (NRT): vijf medicijnen zijn goedgekeurd door de Amerikaanse Food and Drug Administration (FDA). Deze medicijnen leveren nicotine af in een vorm die geen risico's met zich meebrengt: transdermale nicotinepleisters, nicotinegom, nicotinetabletten, nicotinespray en nicotine- inhalatoren. Hoogwaardig bewijs geeft aan dat deze vormen van NRT het slaagpercentage verbetert voor mensen die proberen te stoppen met roken.[20] NRT's zijn bedoeld voor een korte periode en moeten worden afgebouwd tot een lage dosis voordat ze worden gestopt. NRT's verhogen de kans om te stoppen met roken met 50 tot 60% in vergelijking met placebo of zonder behandeling.[21] Er zijn geen andere bijwerkingen gemeld dan lokale lichte irritatie en zelden niet-ischemische pijn op de borst.

Verdere verhoogde kans op succes werd gevonden wanneer een combinatie van de nicotinepleister en een snellerwerkende vorm werd gebruikt. Een onderzoek wees uit dat 93% van de NRT-gebruikers zonder recept terugvalt en binnen zes maanden weer gaat roken: Er is zwak bewijs dat het toevoegen van mecamylamine aan nicotine effectiever is dan alleen nicotine.
- Antidepressiva: het antidepressivum bupropion wordt beschouwd als een eerstelijnsmedicatie voor stoppen met roken. In veel studies is aangetoond dat het de succespercentages op lange termijn verhoogt. Mensen die bupropion gebruiken, moeten worden gecontroleerd op ongebruikelijke stemmingswisselingen; bupropion verhoogt ook het risico op aanvallen en mag niet worden gebruikt bij mensen met een aanvalstoornis. Nortriptyline is ook aangetoond dat het slagingspercentage bij stoppen met roken verhoogt. In een recente Cochrane-update produceerde nortriptyline geen significante onthoudingspercentages versus placebo, noch aanwijzingen voor extra voordeel in combinatie met NRT, hoewel slechts vier onderzoeken in de analyse waren opgenomen.[25]
- Van andere antidepressiva zoals selectieve serotonine-heropnameremmers (SSRI's) en sint-janskruid is niet consistent aangetoond dat ze effectief zijn voor stoppen met roken.
- Varenicline vermindert de drang om te roken en vermindert ontwenningsverschijnselen. Daarom wordt varenicline beschouwd als een eerstelijnsmedicatie voor stoppen met roken.[26] Uit een Cochrane review van 27 onderzoeken uit 2016 bleek ook dat het aantal mensen dat stopte met roken met varenicline hoger was dan met bupropion of NRT.[27] Varenicline heeft de kansen om te stoppen meer dan verdubbeld in vergelijking met placebo, en was ook even effectief als het combineren van twee soorten NRT. 2 mg / dag varenicline bleek te leiden tot het hoogste onthoudingspercentage (33,2%) van een enkele therapie, terwijl 1 mg / dag leidt tot een onthoudingsgraad van 25,4%. Een systematische review en meta-analyse van gerandomiseerde gecontroleerde studies uit 2016 concludeerde dat er geen bewijs is voor een verband tussen varenicline en verhoogde cardiovasculaire gebeurtenissen.[28] Er ontstond bezorgdheid dat varenicline neuropsychiatrische bijwerkingen kan veroorzaken, waaronder zelfmoordgedachten en -gedrag. Recentere studies wijzen echter op minder ernstige neuropsychiatrische bijwerkingen. Bijvoorbeeld, een onderzoek uit 2016 onder 8.144 patiënten die werden behandeld in 140 centra in 16 landen "toonde geen significante toename van neuropsychiatrische bijwerkingen toe te schrijven aan varenicline of bupropion ten opzichte van nicotinepleister of placebo".[29] Een Cochrane review uit 2016 concludeerde dat het meest recente bewijs niet aangeeft dat er een verband bestaat tussen depressieve stemmingen, agitatie of suïcidaal denken bij rokers die varenicline gebruiken om de drang om te roken te verminderen. Voor mensen die reeds bestaande psychische problemen hebben, kan varenicline het risico op deze neuropsychiatrische bijwerkingen enigszins verhogen.
- Clonidine kan ontwenningsverschijnselen verminderen en "verdubbelt ongeveer het onthoudingspercentage in vergelijking met een placebo," maar de bijwerkingen zijn onder meer een droge mond en sedatie, en abrupt stoppen met het medicijn kan hoge bloeddruk en andere bijwerkingen veroorzaken.[30][31]
- Er is geen goed bewijs dat anxiolytica nuttig zijn.[32]
- Eerder werd rimonabant, een cannabinoïde type 1-receptorantagonist, gebruikt om te stoppen en de verwachte gewichtstoename te matigen.[33] Maar het is belangrijk om te weten dat de fabrikanten van rimonabant en taranabant de productie in 2008 hebben stopgezet vanwege de ernstige bijwerkingen.

Een meta-analyse uit 2018, uitgevoerd op 61 RCT's, toonde aan dat ongeveer 80% van de deelnemers aan de onderzoeken die medicijnen (bupropion, NRT of varenicline) kregen ter ondersteuning tijdens het eerste stopjaar terug begonnen roken, terwijl 20% het hele jaar niet rookte. Ter vergelijking: 12% van de mensen die placebo kregen, stopte (tenminste) een heel jaar met roken. Ondersteuning van een medicamenteuze behandeling lijkt dus een voordeel van 8% te hebben gedurende de eerste 12 maanden. Met andere woorden: van de 100 mensen die medicijnen zullen gebruiken, zouden er ongeveer 8 na de behandeling na één jaar niet roken. In de loop van een jaar neemt het voordeel van het gebruik van stoppen met roken medicijnen (bupropion, NRT of varenicline) af van 17% in 3 maanden, tot 12% in 6 maanden tot 8% in 12 maanden.

### Geleidelijke vermindering
Geleidelijke vermindering houdt in dat de dagelijkse inname van nicotine langzaam wordt verminderd. Dit kan door stelselmatig het niveau van nicotine te verminderen, door het aantal gerookte sigaretten elke dag geleidelijk te verminderen of door slechts een fractie van een sigaret bij elke gelegenheid te roken. Een systematische review van onderzoekers van de Universiteit van Birmingham in 2009 wees uit dat geleidelijke nicotinevervangende therapie effectief zou kunnen zijn bij stoppen met roken. Er is geen significant verschil in slaagpercentages tussen rokers die stoppen door geleidelijke vermindering of abrupte stopzetting, gemeten door onthouding van roken vanaf ten minste zes maanden vanaf de stopdag. Dit veronderstelt dat mensen die willen stoppen kunnen kiezen tussen deze twee methoden.

### Stopplan
De meeste instituten, zoals de Centers for Disease Control and Prevention (CDC) en de Mayo Clinic moedigen rokers aan om een stopplan te maken, inclusief een stopdatum. Een stopplan zorgt ervoor dat ze kunnen anticiperen op rookproblemen en pro-actief oplossingen kunnen voorbereiden. Een stopplan verbetert de kans van een roker op een succesvolle stop als een maandag wordt ingesteld als stopdatum. Onderzoek heeft immers aangetoond op maandag rokers meer online informatie zoeken over rookstop en de infolijnen over rookstop contacteren.

### Maatschappelijke interventies
Een Cochrane review vond bewijs dat gemeenschapsinterventies met behulp van "meerdere kanalen om versterking, ondersteuning en normen voor niet-roken te bieden" een effect hadden op het stoppen met roken bij volwassenen. Specifieke methoden die in de gemeenschap worden gebruikt om het stoppen met roken bij volwassenen aan te moedigen, zijn onder meer:
- Beleid waardoor werkplekken[14] en openbare plaatsen rookvrij zijn. Geschat wordt dat "uitgebreide wetten over rookvrije ruimten" een geslaagde rookstop met 12% - 38% kunnen verhogen.[45] In 2008 verbood de New York State of Alcoholism and Substance Abuse Services het roken door patiënten, personeel en vrijwilligers in 1.300 verslavingszorgcentra.[46]
- Vrijwillige regels die huizen rookvrij maken, waarvan wordt gedacht dat ze het stoppen met roken bevorderen.[47]
- Initiatieven om het publiek in te lichten over de gezondheidseffecten van passief roken,[48] waaronder de aanzienlijke gevaren van passief roken voor de bewoners van meergezinswoningen.[49]
- De prijs van tabaksproducten verhogen, bijvoorbeeld door belastingheffing. De Amerikaanse taskforce voor preventieve diensten van de Gemeenschap heeft "sterk wetenschappelijk bewijs" gevonden dat dit effectief is bij het verhogen van de stopzetting van het tabaksgebruik[50] Naar schatting zal een prijsstijging van 10% het aantal stoppen-met-roken met 3-5% verhogen.
- Massamediacampagnes. De Amerikaanse Task Force voor communautaire preventieve diensten verklaarden dat "sterk wetenschappelijk bewijs" voor het succes van deze campagnes "in combinatie met andere interventies", en een Cochrane-review hun voordelen suggereerden met aandacht voor hun intensiteit en duur.[51]
- Rookverboden op institutioneel niveau. Een recente Cochrane Review vond bewijs dat het opleggen van verboden op institutioneel niveau (d.w.z. ziekenhuizen en gevangenissen) de rookpercentages en tweedehands blootstelling verminderde, hoewel de evidence base als slecht werd beoordeeld.[52]

### Psychosociale benaderingen
- De World No Tobacco Day van de Wereldgezondheidsorganisatie wordt elk jaar op 31 mei gehouden.
- Ondersteuning voor stoppen met roken wordt vaak aangeboden via de telefoon quitlines[53][54] Drie meta-analyses hebben geconcludeerd dat telefonische stopondersteuning effectief is in vergelijking met minimale of geen counseling of zelfhulp, en dat telefonische stopondersteuning met medicatie effectiever is dan medicatie alleen[30][50][55] en de intensieve individuele begeleiding is effectiever dan de korte individuele begeleiding.[56] Er is ongeveer 10% tot 25% toename van de kans op stoppen met roken met de meer gedragsondersteuning die persoonlijk of via de telefoon wordt geboden bij gebruik als aanvulling op farmacotherapie.[57]
- Online netwerken voor sociale beëindiging proberen offline modellen voor groepbeëindiging na te bootsen met behulp van speciaal gebouwde webapplicaties.[58] Ze zijn ontworpen om online sociale ondersteuning en aanmoediging voor rokers te promoten wanneer (meestal automatisch berekende) mijlpalen worden bereikt. Vroege studies hebben aangetoond dat sociaal stoppen vooral effectief is bij rokers van 19-29 jaar.[59]
- Groeps- of individuele psychologische ondersteuning kan mensen helpen die willen stoppen. Recent is gevonden dat groepstherapie nuttiger is dan zelfhulp en een andere individuele interventie.[60] De psychologische hulpvorm van counseling kan alleen effectief zijn; het combineren met medicatie is effectiever en het aantal ondersteuningssessies met medicatie hangt samen met de effectiviteit.[61][62] De begeleidingsstijlen die effectief zijn geweest bij stoppen met roken zijn motivationele interviews[63][64][65] cognitieve gedragstherapie[66] en acceptatie- en commitmenttherapie[67] methoden op basis van cognitieve gedragstherapie, evenals de CBQ (Cognitive Behavioral Quitting) methode gericht op de psychologische afhankelijkheid van roken.[68]
- De groepskliniek Freedom From Smoking omvat acht sessies en biedt een stappenplan om te stoppen met roken. Elke sessie is ontworpen om rokers te helpen controle over hun gedrag te krijgen. De indeling van de kliniek moedigt deelnemers aan om te werken aan het proces en de problemen van stoppen met zowel individueel als in groepsverband.[69]
- Meerdere formaten van psychosociale interventies verhogen stoppercentages: 10,8% voor geen interventie, 15,1% voor één formaat, 18,5% voor twee formaten en 23,2% voor drie of vier formaten.
- Het Transtheoretische Model inclusief "stadia van verandering" is gebruikt bij het afstemmen van stoppen met roken methoden op individuen.[70][71][72][73] In een Cochrane-review uit 2010 werd echter geconcludeerd dat "op fase gebaseerde zelfhulpinterventies (expertsystemen en / of op maat gemaakte materialen) en individuele counseling noch meer noch minder effectief waren dan hun niet op fase gebaseerde equivalenten."[74]

Volgens de meest recente Cochrane-beoordeling in 2019 kan zelfhulp het slaagpercentage van een rookstop licht doen toenemen, voornamelijk als er geen andere ondersteunende interventievorm wordt gebruikt. In de Richtlijn 2008 was "het effect van zelfhulp zwak" en het aantal soorten zelfhulp leidde niet tot hogere onthoudingspercentages.
Niettemin omvatten zelfhulpmodaliteiten voor stoppen met roken:
- Individuele ondersteuning zoals counseling, verhoogt de effectiviteit van rookstop. De duur van elke sessie, de totale hoeveelheid contacttijd en het aantal sessies zijn gecorreleerd met de effectiviteit van stoppen met roken. Bijvoorbeeld, "Hogere intensiteit" interventies (> 10 minuten) produceerden een stoppercentage van 22,1% in tegenstelling tot 10,9% voor "geen contact". Meer dan 300 minuten contacttijd produceerde een stoppercentage van 25,5% in tegenstelling tot 11,0% voor "geen minuten" en meer dan 8 sessies produceerden een stoppercentage van 24,7% in tegenstelling tot 12,4% voor 0–1 sessies.
- Zowel artsen als niet-artsen verhoogden het onthoudingspercentage in vergelijking met zelfhulp of geen artsen. Uit een Cochrane-beoordeling van 58 onderzoeken bleek bijvoorbeeld dat verpleegkundige interventies de kans op stoppen verhoogden.[76] Een andere beoordeling vond enkele positieve effecten wanneer getrainde openbare apothekers de klanten ondersteunen bij hun stoppen met roken.[77]
- Tandheelkundige zorgverleners bieden ook een belangrijk onderdeel in het verhogen van tabakstop. Hun bijdrage bestaat eruit te adviseren over de effecten van tabak op de mondgezondheid tijdens het klinisch onderzoek.[78]
- Volgens de Richtlijn van 2008, gebaseerd op twee studies, kan de training van clinici in methoden om te stoppen met roken de onthoudingspercentages verhogen.[79]
- Het verlagen of elimineren van de kosten van stoptherapieën voor rokers verhoogde het stoppercentage in drie meta-analyses.[80]
- In één systematische review en meta-analyse verhoogden gecombineerde stopinterventies het stoppen met stoppen in de eerstelijnszorg.[81] "Multi-component" interventies werden gedefinieerd als diegene die twee of meer van de volgende strategieën combineerden die bekend staan als de "5 A's".
  - Vraag - Identificeer systematisch alle tabaksgebruikers bij elk bezoek
  - Advies - Sterk alle tabaksgebruikers aan om te stoppen Adem-CO-monitor die de koolmonoxideconcentratie van een uitgeademd ademmonster (in ppm) met de overeenkomstige procentconcentratie van carboxyhemoglobine weergeeft.

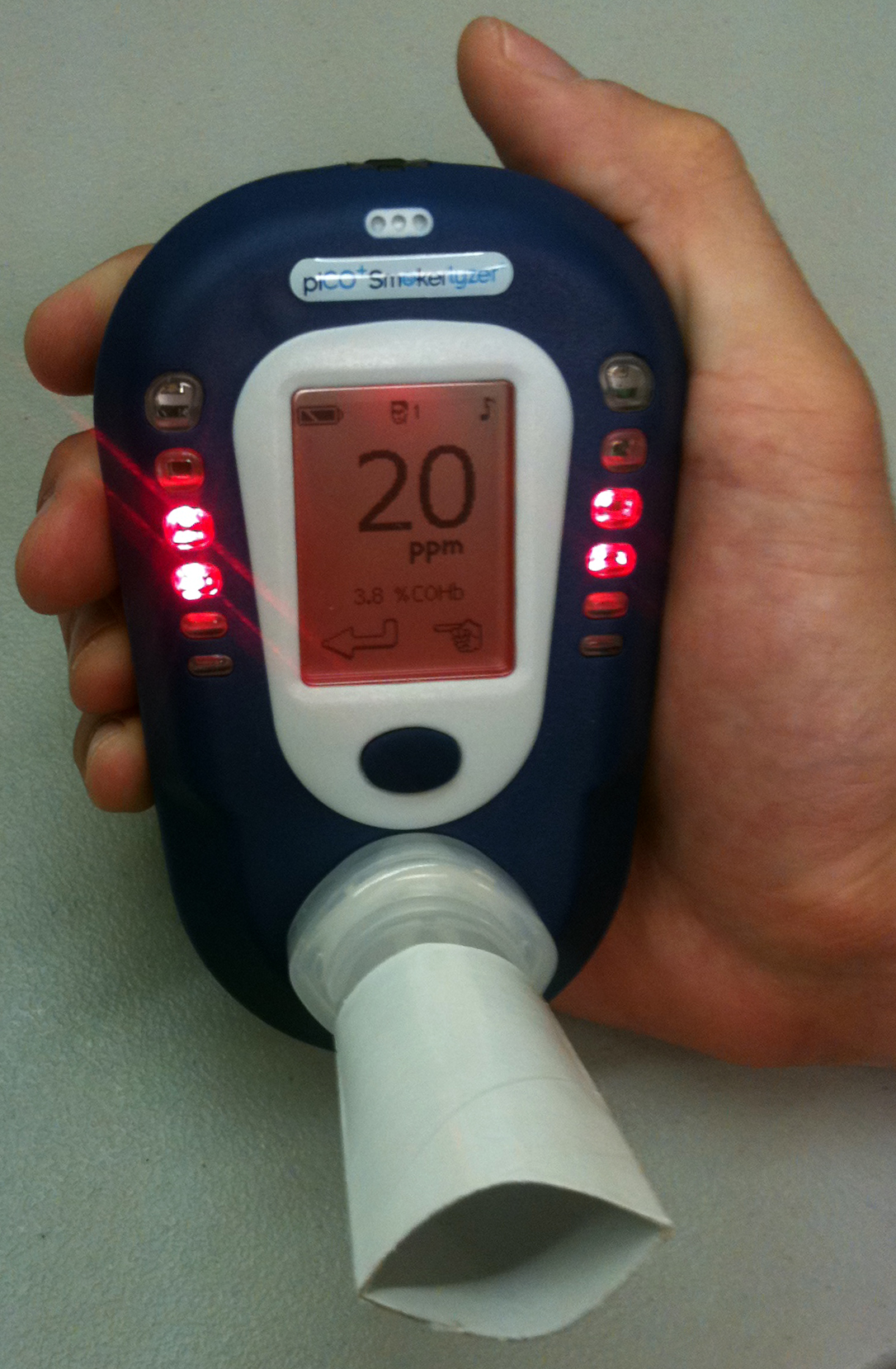
Adem-CO-monitor die de koolmonoxideconcentratie van een uitgeademd ademmonster (in ppm) met de overeenkomstige procentconcentratie van carboxyhemoglobine weergeeft.

  - Beoordelen - Bepaal de bereidheid om een poging te stoppen
  - Assist - Help de patiënt bij het stoppen (bieden counseling-achtige ondersteuning en medicatie)
  - Schikken - Zorg voor vervolgcontact
- Elektronische sigaret: er is beperkt ondersteunend bewijs dat dit mensen helpt te stoppen met roken.[82] Het beschikbare bewijs voor hun effectiviteit bij het zich onthouden van roken is niet doorslaggevend.[83] In een beoordeling uit 2018 voor mensen die alleen willen verdampen om te stoppen met roken, wordt aanbevolen dat deze mensen te horen krijgen dat er weinig bekend is over de langetermijnschade met betrekking tot vapen.[84] Een rapport van het UK Royal College of Physicians uit 2016 ondersteunt het gebruik van e-sigaretten als hulpmiddel bij het stoppen met roken.[85] Een 2015 Public Health England- rapport verklaarde dat "Rokers die andere methoden van stoppen zonder succes hebben geprobeerd, kunnen worden aangemoedigd om te proberen e-sigaretten (EC) te stoppen met roken en stoppen met roken, moeten rokers die EC gebruiken stoppen met stoppen door hen gedragsondersteuning te bieden."[86]

- Acupunctuur: Acupunctuur is onderzocht als een aanvullende behandelingsmethode voor stoppen met roken.[87] Een Cochrane-review uit 2014 kon geen conclusies trekken over acupunctuur, omdat het bewijs slecht is.[88] Een richtlijn uit 2008 vond geen verschil tussen acupunctuur en placebo, vond geen wetenschappelijke studies die lasertherapie ondersteunen op basis van acupunctuurprincipes maar zonder de naalden.[30]
- Het kauwen van kaneelstokjes of kauwgom is aanbevolen bij het stoppen met het gebruik van tabak.[89]
- Hypnose: Hypnose houdt vaak in dat de hypnotherapeut de patiënt de onaangename gevolgen van roken voorstelt.[90] Klinische onderzoeken naar hypnose en hypnotherapie als een methode om te stoppen met roken zijn niet doorslaggevend geweest.[91][92][93] Een Cochrane-review kon geen bewijs vinden van het voordeel van hypnose bij het stoppen met roken, en suggereerde dat als er een gunstig effect is, dit op zijn best klein is.[94] Uit een gerandomiseerde studie die in 2008 werd gepubliceerd, bleek echter dat hypnose- en nicotinepleisters "gunstig zijn" met standaardgedragsadvisering en nicotinepleisters in stopmomenten van 12 maanden.[95]
- Kruiden: Veel kruiden zijn onderzocht als een methode om te stoppen met roken, waaronder lobelia en sint-janskruid.[96][97] De resultaten zijn niet doorslaggevend, maar St. Johns Wort vertoont weinig bijwerkingen. Lobelia is gebruikt om luchtwegaandoeningen zoals astma en bronchitis te behandelen, en is gebruikt voor het stoppen met roken vanwege chemische overeenkomsten met tabak; lobelia is nu opgenomen in de FDA's Giftige Plantendatabase.[98] Lobelia is nog steeds te vinden in veel producten die worden verkocht voor stoppen met roken en moet met voorzichtigheid worden gebruikt.
- Rookloze tabak: Er wordt weinig gerookt in Zweden, wat tot uiting komt in de zeer lage kankercijfers voor Zweedse mannen. Het gebruik van snus (een vorm van met stoom gepasteuriseerde, in plaats van met warmte gepasteuriseerde, aan de lucht genezen rookloze tabak) is een waargenomen stopmethode voor Zweedse mannen en wordt zelfs aanbevolen door sommige Zweedse artsen. In het rapport van het Wetenschappelijk Comité voor opkomende en nieuw geïdentificeerde gezondheidsrisico's (SCENIHR) wordt echter geconcludeerd dat "STP (rookloze tabaksproducten) verslavend zijn en het gebruik ervan schadelijk is voor de gezondheid. Bewijs over de effectiviteit van STP als hulpmiddel bij het stoppen met roken is onvoldoende"[99] Uit een recent nationaal onderzoek naar het gebruik van alternatieve tabaksproducten, waaronder snus, is niet gebleken dat deze producten het stoppen bevorderen.[100]
- Aversietherapie: het is een behandelingsmethode die de aangename stimulus van roken combineert met andere onaangename stimuli. Een Cochrane-beoordeling meldde dat er onvoldoende bewijs is voor de werkzaamheid ervan.[101]
- Nicotinevaccins: Nicotinevaccins (bijvoorbeeld NicVAX en TA-NIC ) werken door de hoeveelheid nicotine die de hersenen bereikt te verminderen, maar deze therapiemethode heeft meer onderzoek nodig om zijn rol vast te stellen en de bijwerkingen ervan te bepalen.[102]
- Technologie en machine learning: onderzoekstudies met behulp van machine learning of kunstmatige intelligentie om feedback en communicatie te geven aan degenen die proberen te stoppen met roken nemen toe, maar de bevindingen zijn niet doorslaggevend.[103][104][105]

- Motiverende verbetering[106]
- Psychologische ondersteuning
- Anti-tabaksactiviteiten voor jongeren, zoals sportbetrokkenheid
- Op school gebaseerde curricula, zoals levensvaardighedentraining
- School-gebaseerde verpleegkundige counseling sessies[107]
- Toegangsbeperking tot tabak
- Anti-tabaksmedia[108][109]
- Familie communicatie

Cochrane-beoordelingen, voornamelijk van studies waarin motivatie en psychologische ondersteuning werden gecombineerd, concludeerden dat "complexe benaderingen" voor stoppen met roken onder jongeren veelbelovend zijn. De Amerikaanse richtlijn van 2008 beveelt ondersteuning van counseling-stijl voor adolescente rokers aan op basis van een meta-analyse van zeven studies. Noch de Cochrane review noch de 2008 Richtlijn beveelt medicijnen aan voor adolescenten die roken.

## Specifieke populaties

### Roken tijdens zwangerschap
Roken tijdens de zwangerschap kan zowel bij de vrouw als bij de foetus nadelige gezondheidseffecten veroorzaken. De Amerikaanse richtlijn van 2008 bepaalde dat "psychosociale interventies van persoon tot persoon" (meestal inclusief "intensieve counseling") het onthoudingspercentage verhoogde bij zwangere vrouwen die roken tot 13,3%, vergeleken met 7,6% in de gebruikelijke zorg. Moeders die roken tijdens de zwangerschap hebben een grotere neiging tot vroeggeboorten. Hun baby's zijn vaak onderontwikkeld, hebben kleinere organen en wegen veel minder dan de normale baby. Bovendien hebben deze baby's een zwakker immuunsysteem, waardoor ze gevoeliger zijn voor veel ziekten zoals middenoorontstekingen en astmatische bronchitis, die aanzienlijke morbiditeit kunnen veroorzaken. Er is ook een verhoogde kans dat het kind op volwassen leeftijd een roker wordt. Een systematische review toonde aan dat psychosociale interventies vrouwen helpen om te stoppen met roken in de late zwangerschap en de incidentie van baby's met een laag geboortegewicht kunnen verminderen.
Roken heeft een belangrijke sociale component. De verspreiding van het stoppen met roken van persoon tot persoon draagt bij aan de afname van roken deze jaren. Een studie uit 2008 van een dicht onderling verbonden netwerk van meer dan 12.000 personen wees uit dat stoppen met roken door een bepaald individu de kansen van anderen om hen heen vergrootte met de volgende aantallen: een echtgenoot met 67%, een broer of zus met 25%, een vriend met 36% en een collega met 34%. Desalniettemin heeft een Cochrane-review vastgesteld dat interventies om de sociale ondersteuning voor een poging tot stoppen met roken te vergroten, het stoppen met roken op de lange termijn niet hebben verhoogd.

## Bijwerkingen van rookstop

### Gewichtstoename
De Richtlijn van 2008 suggereert dat bupropion met langdurige afgifte, nicotine-kauwgom en nicotine-zuigtablet worden gebruikt "om gewichtstoename na het stoppen te vertragen." Een Cochrane review uit 2012 concludeerde dat er onvoldoende bewijs is om een bepaald programma aan te bevelen om gewichtstoename te voorkomen.